# Roslyn (Waszyngton)
Roslyn – miasto w Stanach Zjednoczonych, w stanie Waszyngton, w hrabstwie Kittitas.